# المعابد اليهودية في القاهرة

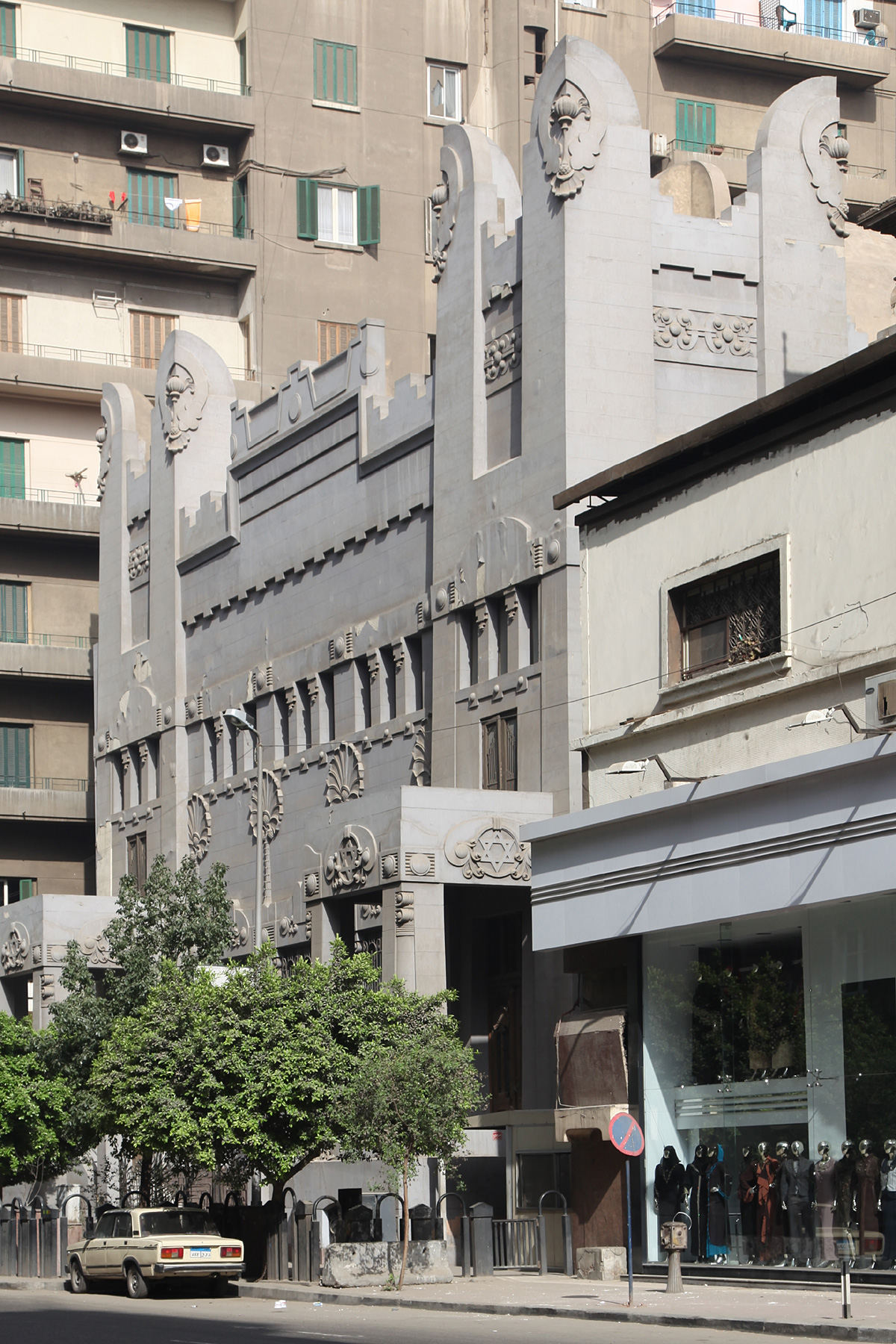
كنيس شعار هشامايم في بشارع عدلي وسط القاهرة

تحتوي القاهرة على عدد من المعابد اليهودية، على الرغم من بقاء عدد قليل فقط من اليهود. اعتبارًا من ديسمبر 2022، كان هناك 12 معبدًا يهوديًا متبقيًا ولكن 3 فقط من السكان اليهود المصريين الأصليين في المدينة. 

## خلفية تاريخية
يشكل اليهود المصريون واحدة من أقدم وأحدث الجاليات اليهودية في العالم. يتألف النواة التاريخية لمجتمع السكان الأصليين بشكل رئيسي من الناطقين بالعربية ربانيون والقرائيون . بعد طردهم من إسبانيا، بدأ المزيد من اليهود السفارديم والقرائين بالهجرة إلى مصر وتزايدت أعدادهم بصورة ملحوظة مع نمو آفاق التجارة بعد افتتاح قناة السويس في عام 1869. ونتيجة لذلك، بدأ اليهود من جميع أنحاء أراضي الإمبراطورية العثمانية وكذلك إيطاليا واليونان في الاستقرار في المدن الرئيسية في مصر، حيث ازدهروا. بدأت الجالية الأشكنازية، التي تقتصر بشكل أساسي على حي درب البربرة بالقاهرة، في الوصول في أعقاب موجات المذابح التي ضربت أوروبا في الجزء الأخير من القرن التاسع عشر. في أواخر الخمسينيات، بدأت مصر بطرد سكانها اليهود (المقدرين بما بين 75.000 إلى 80.000 في عام 1948)،  ومصادرة الممتلكات المملوكة لليهود في ذلك الوقت. وفي عام 2016، صرحت الزعيمة الروحية للطائفة اليهودية في مدينة القاهرة، ماجدة تانيا هارون، أنه كان هناك 6 يهود متبقين في المدينة، جميعهم نساء فوق سن 65 عامًا  في يوليو 2019، لم يبق في القاهرة سوى 5 يهود،  بينما في عام 2022 أفادت التقارير أنه لم يتبق سوى 3 يهود.  وتشير التقديرات إلى أن 18 يهوديًا مصريًا فقط بقوا في البلاد بأكملها، معظمهم في مدينة الإسكندرية.[بحاجة لمصدر]

## كنيس بن عزرا

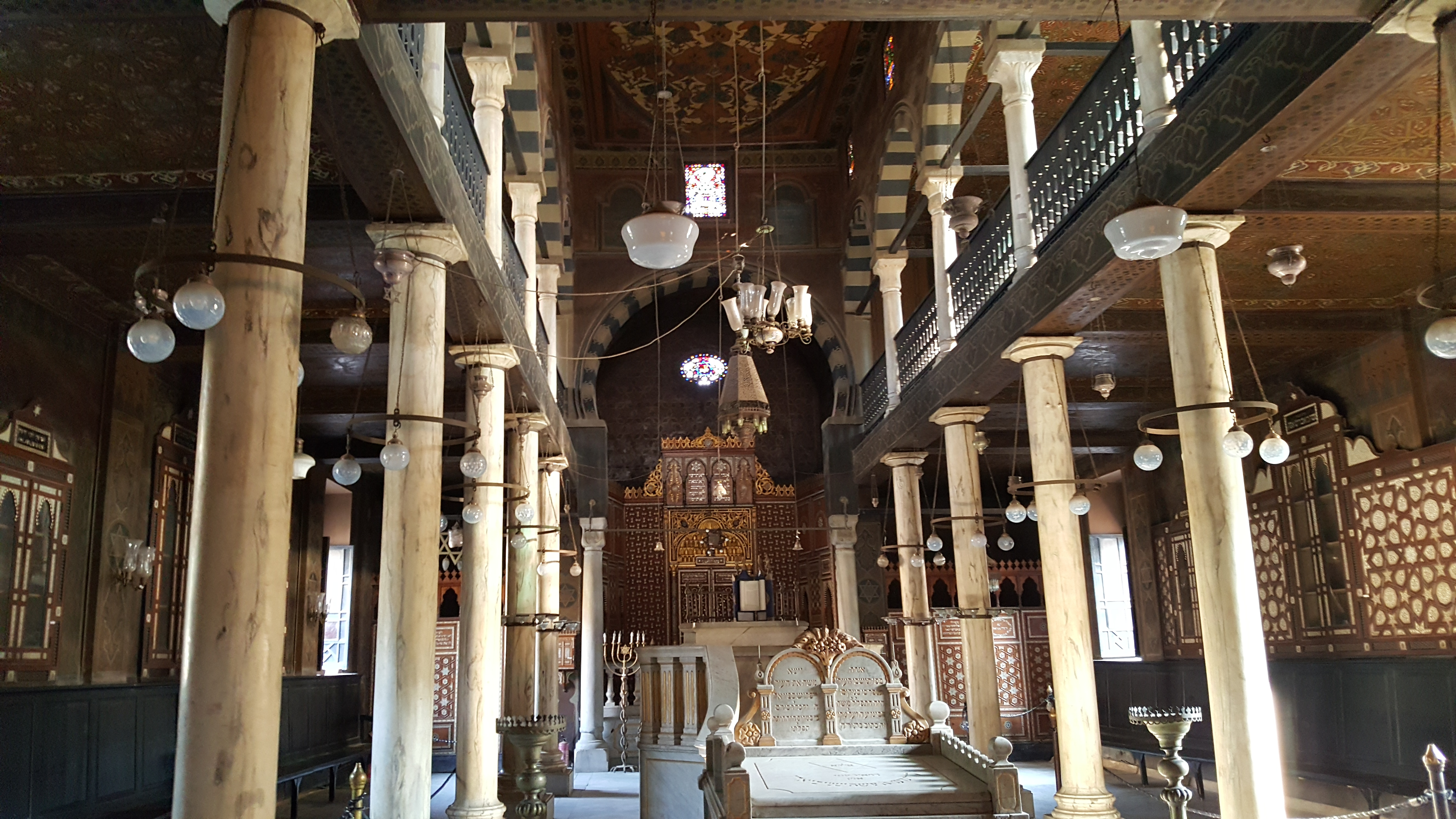
داخل كنيس بن عزرا في القاهرة القديمة

كنيس بن عزرا (بالعبرية: בית הכנסת בן עזרא‏)؛ (بالعربية: معبد بن عزرا) تعرف أحيانا باسم كنيس الجنيزة (بالعبرية: בית כנסת אל גניזה) أو كنيس الفلسطينيون، في الحي القديم من القاهرة، في مصر.

## كنيس إيتس حاييم
كنيس إيتس حاييم (بالعبرية: בית הכנסת עץ חיים‏) ; (بالعربية: معبد حنان) هو كنيس يهودي يقع في عاصمة مصر القاهرة. تم بناء المعبد في عام 1900. يقع الكنيس في منطقة الظاهر بالقاهرة. تضررت الأرضية الرخامية للمعبد أثناء زلزال 12 أكتوبر 1992. الكنيس محمي من قبل المجلس الأعلى للآثار المصرية. المعبد يحرسه ضابط شرطة. تم استخدام الكنيس آخر مرة في عام 1967. 

## كنيس موسى بن ميمون
كنيس موسى بن ميمون (بالعبرية: בית הכנסת הרמב"ם‏) ( النطق بالعربية : بيت هكنسيت هرمبام) : (بالعربية: كنيس ابن ميمون) المعروف أيضًا باسم كنيس راف موشيه هو كنيس تاريخي يقع في القاهرة، مصر. ويوجد في المنطقة كنيس يهودي منذ القرن العاشر، وقد سمي فيما بعد باسم الفيلسوف اليهودي الشهير والحاخام والطبيب موسى بن ميمون، بعد وصوله حوالي عام 1168، نتيجة نفيه إلى قرطبة بإسبانيا على يد من الموحدين .  ويعتقد أن القبر الأصلي لميمونيدس يقع داخل المبنى. وفي مارس 2010، انتهت الحكومة المصرية من ترميم المبنى الحالي الذي يعود تاريخه إلى نهاية القرن التاسع عشر.

## كنيس شعار هشامايم
كنيس شعار هشامايم (بالعبرية:שער השמים ) (بالعربية: كنيس عدلي)و ويقع في مدينة القاهرة في مصر. يضم الكنيس، المعروف أيضًا باسم معبد الإسماعيلية والكنيس الموجود في شارع عدلي في وسط البلد بالقاهرة، مجموعة كبيرة من النصوص القديمة ذات الصلة بتاريخ اليهود في مصر. وكان زعيمه التاريخي الحاخام الأكبر حاييم ناحوم . وفي عام 2008، احتفل الكنيس بالذكرى المئوية لتأسيسه.  تم بناء الكنيس على طراز يشبه المعابد المصرية القديمة، وكان في يوم من الأيام أكبر مبنى في الشارع . 

## كنيس حلوان

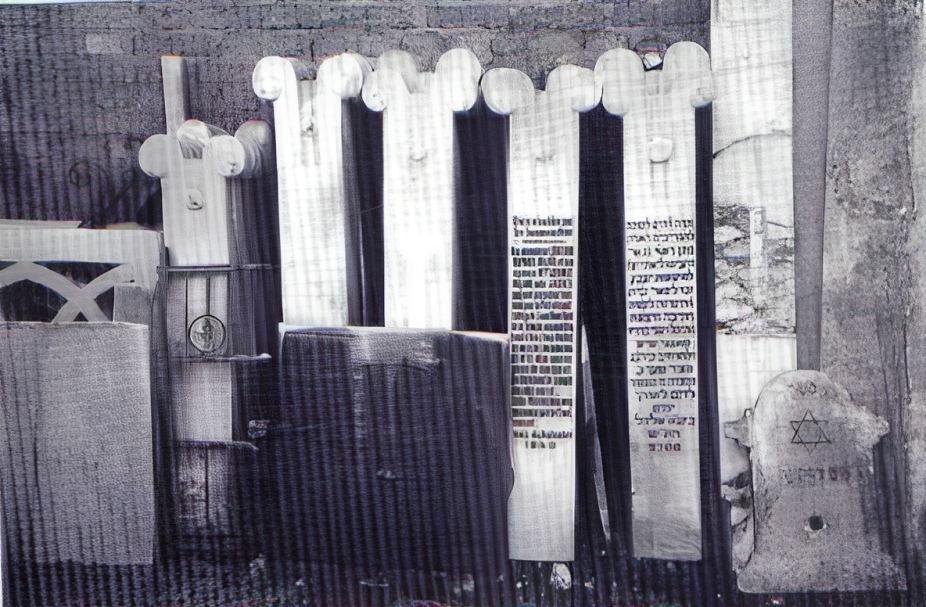
باقيا ألواح رخام المعبد اليهودي التي نقلت للقدس

معبد حلوان اليهودي، والمعروف باسم معبد بيت أهارون، كان معبدًا يهوديًا يقع في مدينة حلوان، وأول معبد يهودي في عهد الخديوية المصرية، تأسس المبنى لخدمة العمال اليهودي عند بناء خط سكك حديد حلوان في عام 1892، ومركز للجالية اليهودية، كانت آخر صلاة أقيمت فيها سنة 1966، وبيع وهدم سنة 1995، وبقيت قطع من الرخام نقلت في أحد المعاهد اليهودية في القدس.